# Landgericht Pottenstein
Das Landgericht Pottenstein war ein von 1810 bis 1879 bestehendes bayerisches Landgericht älterer Ordnung mit Sitz in Pottenstein im heutigen Landkreis Bayreuth. Die Landgerichte waren im Königreich Bayern Gerichts- und Verwaltungsbehörden, die 1862 in administrativer Hinsicht von den Bezirksämtern und 1879 in juristischer Hinsicht von den Amtsgerichten abgelöst wurden.

## Geschichte
Im Jahr 1810 wurde im Verlauf der Verwaltungsneugliederung Bayerns das Landgericht Pottenstein errichtet. Dieses wurde dem Mainkreis zugeschlagen, dessen Hauptstadt Bamberg war.
Das Landgericht Pottenstein wurde überwiegend aus Gebieten gebildet, die vor dem Reichsdeputationshauptschluss Teile des Hochstiftes Bamberg waren (das Amt Streitberg waren bayreuthisch gewesen). Dies waren:
- vom Amt Pottenstein: Pottenstein, Adlitz, Altenhof, Brünnberg, Christanz, Elbersberg, Geusmanns, Haselbrunn, Haßlach, Hohenmirsberg, Kirchenbirkig, Kühlenfels, Mandlau, Mittelmühle, Prüllsbirkig, Püttlach, Rackersberg, Regenthal, Schüttersmühle, Siegmannsbrunn, Steifling, Stressenhof, Trägweis, Vorderkleebach, Wannberg, Waidach, Weidenloh und Weidmannsgesees
- vom Amt Leyenfels: Leyenfels, Bärnfels, Craysch, Herzogwind, Leymersberg, Motas, Neudorf, Obertrubach, Soranger und Weidenhüll
- vom Landgericht Hollenberg: Hollenberg, Büchenbach, Körbeldorf, Kosbrunn, Oberhauenstein, Ober- und Unterleubs, Pullendorf, Trockau (vom Groß R.R. Amt), Unterhauenstein und Vorderkleebach
- vom Amt Gößweinstein: Gößweinstein, Allersdorf, Baumfurth, Beringers und , Bösenbirkig, Etzdorf mit Türkelstein, Geiselhöhe, Hartenreuth, Kleingesee, Kosbrunn mit Körbeldorf, Leutzdorf, Moritz, Sachsendorf, Sachsenmühle, Stadelhofen
- vom Amt Wolfsberg: Wolfsberg, Dörfles, Hundsdorf, Sorg und Untertrubach
- vom Amt Wichsenstein: Wichsenstein mit Stattnersberg, Altenthal, Bieberbach, Ober- und Untermorschreuth, Pfaffenloh, Ühleinshof und Urspring
- vom Amt Ebermannstadt: Motas und Wölm
- vom Amt Streitberg: Hartenreuth
- vom Amt Waischenfeld: Brünnberg, Christanz, Hohenmürschberg, Steifling und Nordenkleebach[1][2]

Anlässlich der Einführung des Gerichtsverfassungsgesetzes am 1. Oktober 1879 wurde das Amtsgericht Pottenstein errichtet, dessen Sprengel aus dem vorherigen Landgerichtsbezirk Pottenstein gebildet wurde und somit die Orte Adlitz, Behringersmühle, Betzenstein, Bieberbach, Büchenbach, Christanz, Elbersberg, Freiahorn, Geschwand, Gößweinstein, Hannberg, Haßlach, Hohenmirsberg, Kirchahorn, Kirchenbirkig, Kleingesee, Körbeldorf, Körzendorf, Kühlenfels, Langenloh, Leienfels, Leupoldstein, Leups, Leutzdorf, Moggast, Morschreuth, Oberailsfeld, Obertrubach, Ottenberg, Poppendorf, Pottenstein, Püttlach, Rabeneck, Regenthal, Reizendorf, Stadelhofen, Stierberg, Trockau, Tüchersfeld, Unterailsfeld, Volsbach, Vorderkleebach, Wichsenstein und Wolfsberg umfasste.

## Persönlichkeiten
- Carl Bardum (1804 Landrichter)[2]